# Blue Ghost
Blue Ghost è una classe di lander lunari progettati e realizzati da Firefly Aerospace allo scopo di inviare piccoli carichi utili sulla superficie della Luna. Il lancio della prima missione (Blue Ghost M1) è stato effettuato il 15 gennaio 2025 a bordo di un Falcon 9 Block 5. Prende il nome da Phausis reticulata, una specie di lucciola comunemente chiamata "blue ghost" (fantasma blu) negli Stati Uniti.

## Blue Ghost M1

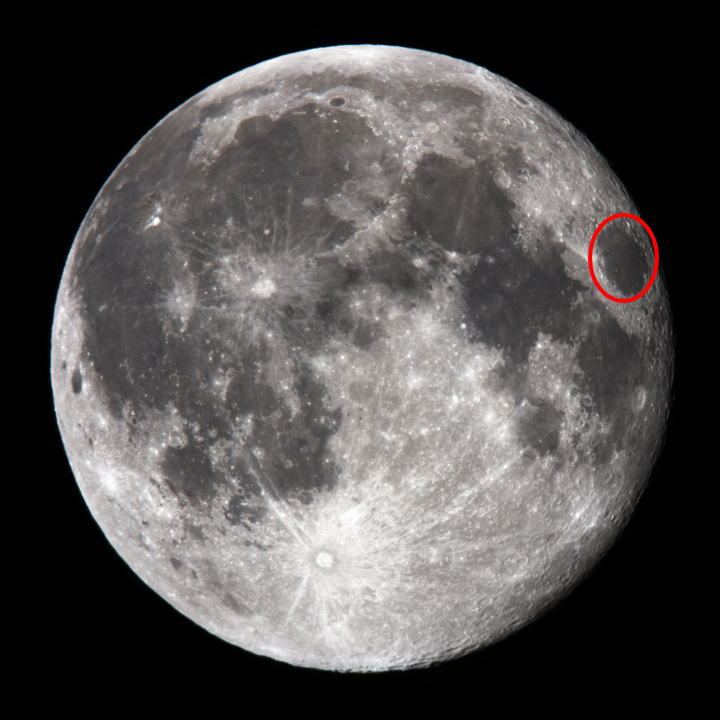
Il Mare Crisium, sito di atterraggio di Blue Ghost, evidenziato in rosso.

Il 4 febbraio 2021, la NASA ha assegnato a Firefly un contratto del valore di 93,3 milioni di dollari per fornire una serie di dieci indagini scientifiche e dimostrazioni tecnologiche sulla Luna nel 2023. Il premio fa parte dell'iniziativa CLPS, in cui la NASA si assicura il servizio di partner commerciali per far atterrare rapidamente carichi scientifici e tecnologici sulla superficie lunare come parte del programma Artemis.
L'obiettivo della missione è allunare nel Mare Crisium, un bacino largo 500 km visibile dalla Terra. Gli strumenti raccoglieranno dati per fornire informazioni sulle proprietà della regolite lunare (roccia e suolo sciolti e frammentati), sulle caratteristiche geofisiche e sull'interazione del vento solare e del campo magnetico terrestre, per preparare le missioni umane sulla superficie lunare. Il 20 maggio 2021, Firefly ha selezionato il Falcon 9 di SpaceX come veicolo di lancio per la prima missione, poiché il suo razzo Alpha non ha le prestazioni o il volume di carico utile necessari per lanciare Blue Ghost. Si prevede che il futuro veicolo di lancio di Firefly (MLV) sarà in grado di effettuare le future missioni Blue Ghost.
Il 15 gennaio il lander è stato lanciato a bordo di un Falcon 9 assieme al lander di Ispace Resilience, parte della seconda missione Hakuto-R, al suo secondo tentativo di allunaggio dopo quello fallito nel 2023.
Blue Ghost ha impiegato circa 45 giorni per raggiungere la Luna, l'allunaggio è avvenuto con successo il 2 marzo 2025 alle 08:34 UTC. La missione ha avuto la durata di una giornata lunare, equivalente a 14 giorni terrestri.

### Carichi utili

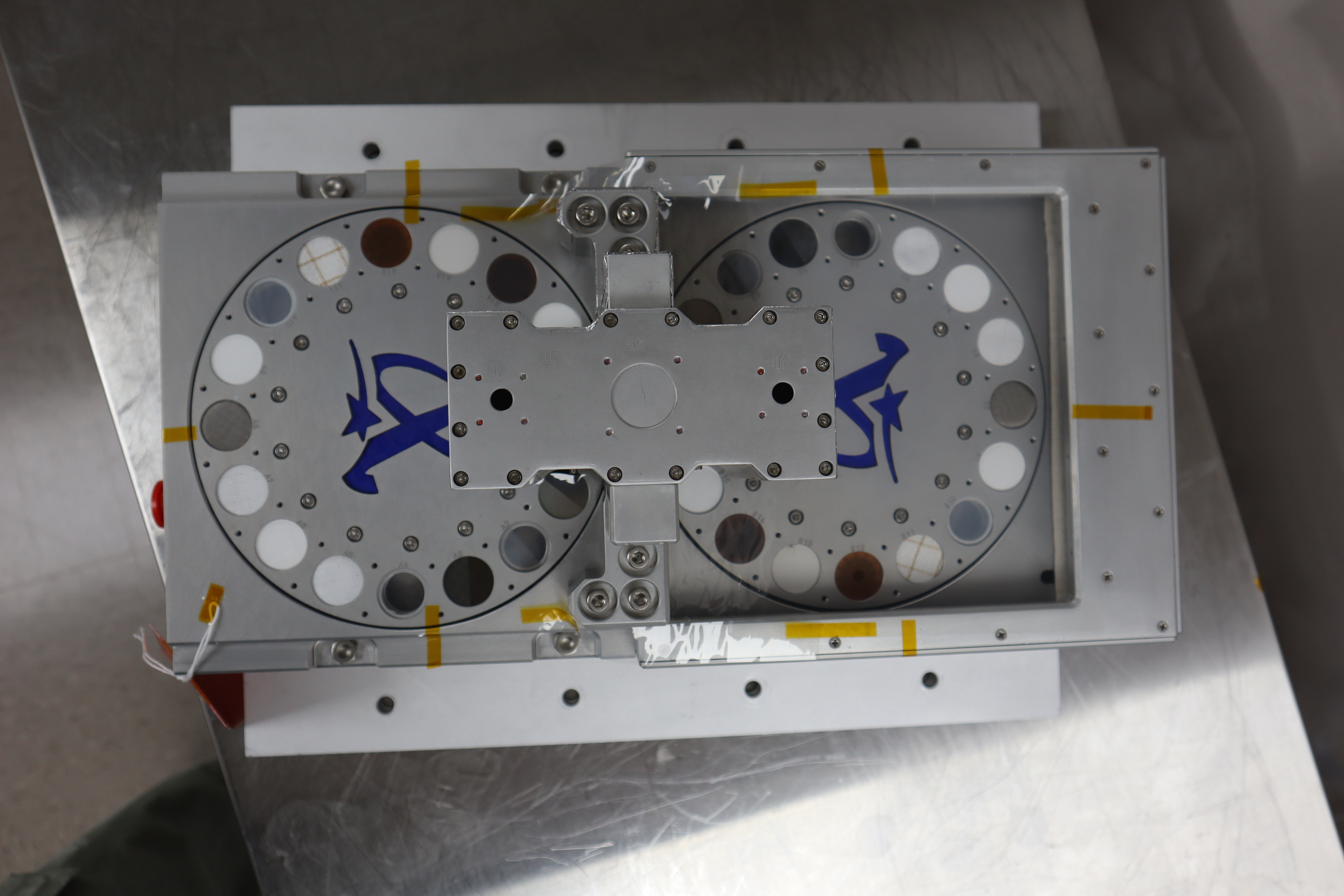
Lo strumento Regolith Adherence Characterization (RAC).

Sono dieci gli strumenti scientifici a bordo del lander, del peso complessivo di 94kg, e sono i seguenti:
- Regolith Adherence Characterization (RAC), che determinerà come la regolite lunare aderisce a una varietà di materiali esposti all'ambiente lunare durante le operazioni di atterraggio e discesa. I componenti saranno derivati dalla struttura MISSE-FF situata sulla Stazione Spaziale Internazionale (ISS).
- Next Generation Lunar Retroreflectors (NGLR), riflettori di nuova generazione che fungeranno da bersaglio per i laser sulla Terra per misurare con precisione la distanza tra la Terra e la Luna. Il retroriflettore che volerà in questa missione fornirà anche dati che potrebbero essere utilizzati per comprendere vari aspetti dell'interno della Luna e affrontare questioni fisiche fondamentali.
- Lunar Environment Heliospheric X-ray Imager (LEXI), sensore che catturerà immagini dell’interazione della magnetosfera terrestre e il vento solare.
- Reconfigurable, Radiation Tolerant Computer System (RadPC), che mira a dimostrare una tecnologia informatica tollerante alle radiazioni. A causa della mancanza di atmosfera e di campo magnetico sulla Luna, la radiazione solare rappresenterà una sfida per l'elettronica. Questa ricerca caratterizzerà anche gli effetti delle radiazioni sulla superficie lunare.
- Lunar Magnetotelluric Sounder (LMS), progettata per caratterizzare la struttura e la composizione del mantello lunare studiando i campi elettrici e magnetici. La ricerca utilizzerà un magnetometro di riserva di volo, un dispositivo che misura i campi magnetici, originariamente realizzato per la sonda spaziale MAVEN in orbita attorno a Marte.
- Lunar Instrumentation for Subsurface Thermal Exploration with Rapidity (LISTER), progettata per misurare il flusso di calore dall’interno della Luna. La sonda tenterà di perforare 2,13–3,05 m nella regolite lunare per studiare le proprietà termiche della Luna a diverse profondità.
- Lunar PlanetVac (LPV), progettato per acquisire la regolite lunare dalla superficie e trasferirla ad altri strumenti che analizzerebbero il materiale o lo collocherebbero in un contenitore che un altro veicolo spaziale potrebbe riportare sulla Terra.
- Stereo Cameras for Lunar Plume Surface Studies (SCALPSS 1.1), per catturare video e immagini fisse dell'area sotto il lander dal momento in cui il pennacchio del motore disturba per la prima volta la superficie lunare. Le telecamere a lunga focale determineranno la topografia della superficie prima dell'atterraggio.  Comprendere la fisica dello scarico dei razzi nella regolite e lo spostamento di polvere, ghiaia e rocce è fondamentale per capire come evitare il sollevamento di materiali superficiali durante la fase terminale del volo/atterraggio sulla Luna e su altri corpi celesti.
- Electrodynamic Dust Shield (EDS), scudo antipolvere che che genererà un campo elettrico non uniforme utilizzando un'alta tensione variabile su più elettrodi. Questo campo in movimento, a sua volta, trascina particelle e ha potenziali applicazioni nei radiatori termici, nei tessuti delle tute spaziali, nelle visiere, negli obiettivi delle fotocamere, nei pannelli solari e in molte altre tecnologie.
- Lunar GNSS Receiver Experiment (LuGRE), basato sul GPS, continuerà ad estendere la portata dei segnali GPS e, in caso di successo, sarà il primo a discernere i segnali GPS a distanze lunari.

## Blue Ghost M2
Il lancio del secondo lander Blue Ghost è pianificato per il 2026. Questa missione prevede che il lander sia trasportato in orbita lunare dall'orbiter Elytra Dark e viaggerà assieme al satellite Lunar Pathfinder dell'Agenzia spaziale europea che verrà rilasciato in orbita lunare. Il lander Blue Ghost invece atterrerà sul lato nascosto della Luna. L'orbiter Elytra rimarrà in orbita per la calibrazione delle frequenze radio del telescopio della NASA LuSEE-Night, uno dei carichi utili di questa missione.

## Blue Ghost M3
Una terza missione col lander Blue Ghost è pianificata per il 2028 e dovrebbe atterrare nelle zone adiacenti al cratere Gruithuisen.